# 高際みゆき
高際 みゆき（たかぎわ みゆき、1965年（昭和40年）7月6日 - ）は、日本の政治家。東京都豊島区長（1期）。

## 来歴
東京都田無市（現・西東京市）に生まれる。田無市立西原小学校(現在の西東京市立けやき小学校)、田無市立第三中学校(現在の西東京市立田無第三中学校）、東京都立保谷高等学校、東京女子大学文理学部社会学科卒業。サントリーに入社し、宣伝企画部宣伝企画課に勤務。東京都庁に入り、日本司法支援センター（法テラス）犯罪被害者支援課長、福祉保健局総務部副参事、福祉保健局少子社会対策部計画課長、生活文化局私学部私学振興課長、生活文化局総務部総務課長、公立大学法人首都大学東京総務部長、政策企画局、東京都知事小池百合子の秘書事務担当部長、豊島区副区長（福祉・健康・子育て支援・文化・産業振興・環境政策担当）等を歴任する。
2023年2月、豊島区長高野之夫が死去。4月の区長選挙に立候補を表明。区長選挙は元区議ら4人の争いとなり、自民、公明、都ファの推薦を受け、初当選した。豊島区では初の女性区長となった。